# Melvin Frank
Melvin Frank (Chicago, Illinois, Estats Units, 13 d'agost de 1913 - Los Angeles, Estats Units, 13 d'octubre de 1988) va ser un guionista, productor i director estatunidenc.

## Biografia
Seguint una llicenciatura d'enginyeria a la Universitat de Chicago, Melvin Frank es distreia d'una altra manera altra fent-se amic de Norman Panama. Formant un equip que escrivia comèdies, Frank i Panama col·laboraven en una obra, proporcionant material especial per a revistes de Broadway. El 1938, l'equip era contractat per Bob Hope; això els va dur a un contracte amb la Paramount Pictures, on Frank i Panama treballaven amb Hope, Bing Crosby i Betty Hutton. El 1945, l'equip Panamà/Frank compartien una nominació a l'oscar al millor guió original per a la farsa Crosby-Hope The Road to Utopia. Amb la comèdia de RKO del 1947 Blandings Builds His Dream House, Mel i Norman van inaugurar les seves activitats productives.
Començant amb The Reformer and the Redhead, l'equip produeix, escriu i/o dirigeix deu pel·lícules importants per la MGM i la Paramount. Van rebre dues nominacions més als Oscar, els dos en la categoria de millor guió, per a Danny Kaye's Knock on Wood (1954) i The Facts of Life de Bob Hope/Lucille Ball (1960). El 1960, l'equip es dividia, d'una manera tan amigable com ha estat alguna vegada a Hollywood. Per la seva banda, Frank crea una productora a Anglaterra, continuant portant les dues feines addicionals a la producció, com escriptor i director. El 1973 guanyava la seva quarta nominació a l'Oscar per A Touch of Class. La seva última feina com a director, després d'una inactivitat de nou anys, era la paròdia de Tarzan Walk Like a Man (1987). Melvin Frank va morir exactament dos mesos després del seu 70è aniversari.

## Filmografia[3]

### Guionista
- 1942: Star spangled rythm
- 1943: Happy Go Lucky
- 1943: Thank Your Lucky Stars
- 1944: And the Angels Sing
- 1944: The Princessa and the Pirate
- 1945: Duffy's Tavern
- 1946: Road to Utopia
- 1946: Our Hearts Were Growing Up
- 1946: Monsieur Beaucaire
- 1947: It Had to Be You
- 1948: Mr. Blandings Builds His Dream House
- 1948: The Return of October
- 1950: The Reformer and the Redhead
- 1951: Strictly Dishonorable
- 1951: Callaway Went Thataway
- 1952: Above and Beyond
- 1954: Knock on Wood
- 1954: Nadal blanc (White Christmas)
- 1956: The Court Jester
- 1956: That Certain Feeling
- 1959: The Jayhawkers!
- 1959: Li'l Abner
- 1960: The Facts of Life
- 1962: The Road to Hong Kong
- 1966: Golfus de Roma (A Funny Thing Happened on the Way to the Forum)
- 1968: Buona sera, Sra. Campbell (Buona Sera, Mrs. Campbell)
- 1973: A Touch of Class
- 1976: The Duchess and the Dirtwater Fox
- 1979: Lost and Found

### Productor
- 1948: Mr. Blandings Builds His Dream House
- 1950: The Reformer and the Redhead
- 1951: Strictly Dishonorable
- 1951: Callaway Went Thataway
- 1952: Above and Beyond
- 1954: Knock on Wood
- 1956: The Court Jester
- 1956: That Certain Feeling
- 1959: The Trap
- 1959: The Jayhawkers!
- 1962: The Road to Hong Kong
- 1965: Strange Bedfellows
- 1966: Golfus de Roma (A Funny Thing Happened on the Way to the Forum)
- 1968: Buona sera, Sra. Campbell
- 1973: A Touch of Class
- 1975: The Prisoner of Second Avenue
- 1976: The Duchess and the Dirtwater Fox
- 1979: Lost and Found

### Director
- 1950: The Reformer and the Redhead
- 1951: Strictly Dishonorable
- 1951: Callaway Went Thataway
- 1952: Above and Beyond
- 1954: Knock on Wood
- 1956: The Court Jester
- 1956: That Certain Feeling
- 1959: The Jayhawkers!
- 1959: Li'l Abner
- 1960: The Facts of Life
- 1965: Strange Bedfellows
- 1968: Buona sera, Sra. Campbell
- 1973: A Touch of Class
- 1975: El presoner de la Segona Avinguda (The Prisoner of Second Avenue)
- 1976: The Duchess and the Dirtwater Fox
- 1979: Lost and Found
- 1987: Walk Like a Man

## Premis i nominacions

### Premis
- 1973: Conquilla d'Or per A Touch of Class

### Nominacions
- 1947: Oscar al millor guió original per Road to Utopia
- 1955: Oscar al millor guió original per Knock on Wood
- 1961: Oscar al millor guió original per The Facts of Life
- 1969: Globus d'Or a la millor cançó original per Buona sera, Sra. Campbell amb "Buona Sera, Mrs. Campbell"
- 1974: Oscar a la millor pel·lícula per A Touch of Class
- 1974: Oscar al millor guió adaptat per A Touch of Class
- 1974: Globus d'Or al millor guió per A Touch of Class
- 1974: BAFTA al millor guió per A Touch of Class